# Mitsubishi FTO
Mitsubishi FTO — передньоприводний автомобіль з кузовом типу купе, що виготовлявся японською Mitsubishi Motors Corporation з 1994 по 2000 рік.

## Опис

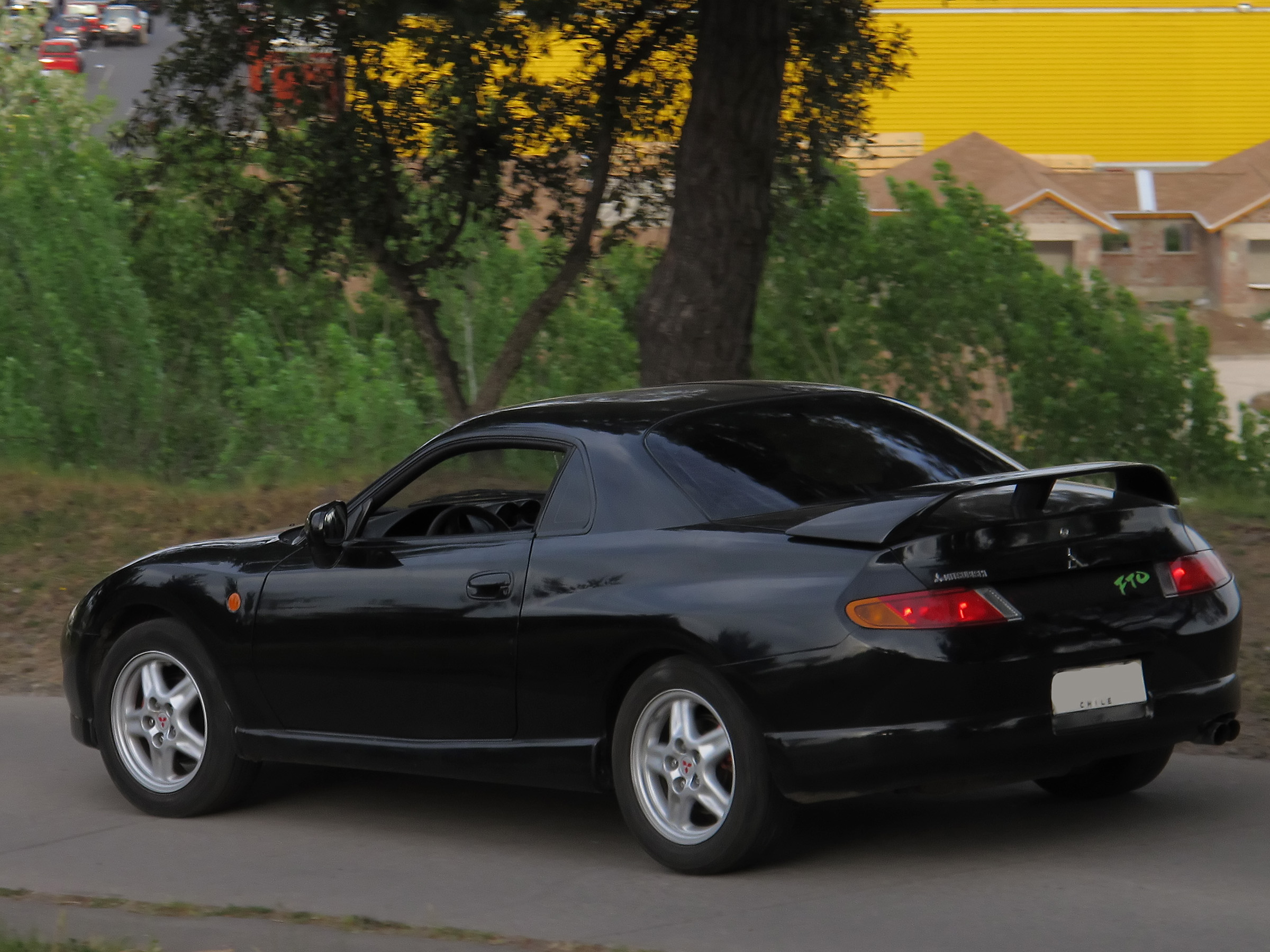
Mitsubishi FTO

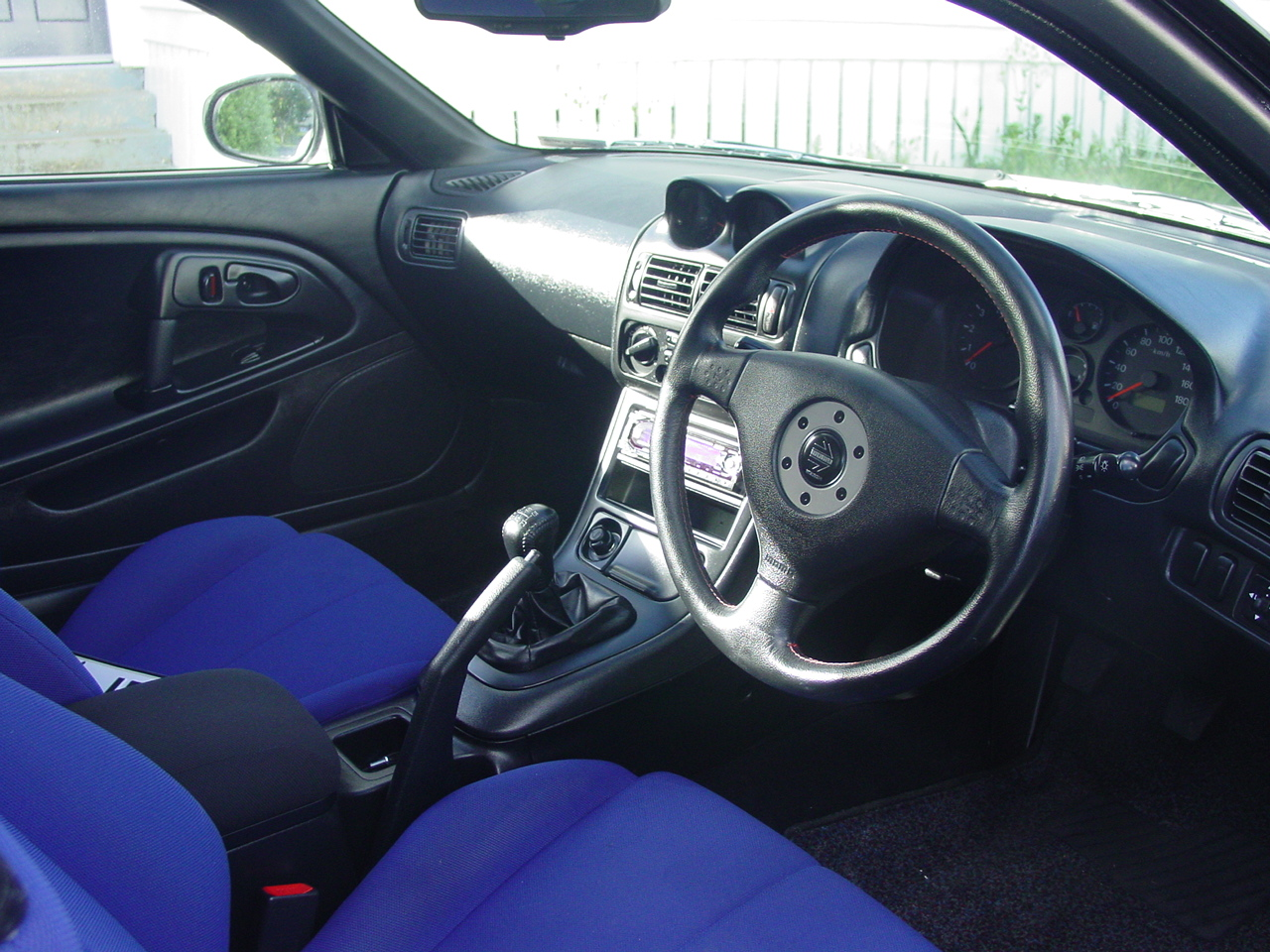
Салон

Автомобіль розроблявся виключно для внутрішнього японського ринку, однак пізніше були обмежені продажі у Великій Британії, Гонконзі, Новій Зеландії та Австралії. Автомобіль отримав титул Автомобіль року в Японії 1994-95р.
FTO є абревіатурою для «Fresh Touring Origination», що в перекладі означає туристичний автомобіль переповнений свіжістю і оригінальністю.
В 1997 році модель модернізували, змінивши передній бампер.
Виробництво FTO і GTO/GT3000 закінчилися влітку 2000р.

## Двигуни
- 4G93 1.8 л SOHC 16v Р4 125 к.с.
- 6A12 2,0 л DOHC 24v V6 170 к.с.
- 6A12 2,0 л DOHC 24v MIVEC V6 200 к.с.

## Виробництво
| Модель              | 1994 | 1995  | 1996 | 1997 | 1998 | 1999 | 2000 | Всього |
| ------------------- | ---- | ----- | ---- | ---- | ---- | ---- | ---- | ------ |
| GS                  | 817  | 2586  | 380  | 206  | 112  | 80   | 20   | 4201   |
| GR                  | 5423 | 6726  | 158  | 66   | 37   | 19   | 4    | 12433  |
| GR Limited Edition  | 0    | 1602  | 0    | 0    | 0    | 0    | 0    | 1602   |
| GR Sports Package   | 0    | 2     | 1807 | 0    | 0    | 0    | 0    | 1809   |
| GPX                 | 2992 | 8505  | 1267 | 566  | 237  | 155  | 81   | 13803  |
| GPX Limited Edition | 0    | 207   | 0    | 0    | 0    | 0    | 0    | 207    |
| GP                  | 0    | 1     | 77   | 0    | 0    | 0    | 0    | 78     |
| GP Special          | 0    | 0     | 122  | 0    | 0    | 0    | 0    | 122    |
| GX Sports Pack      | 0    | 0     | 0    | 768  | 307  | 199  | 69   | 1343   |
| GPvR                | 0    | 0     | 0    | 353  | 102  | 65   | 22   | 542    |
| GX Aero             | 0    | 0     | 0    | 19   | 144  | 73   | 59   | 295    |
| GPvR Aero           | 0    | 0     | 0    | 16   | 199  | 99   | 56   | 370    |
| Total Per Year      | 9232 | 19629 | 3811 | 1994 | 1138 | 690  | 311  | 36805  |